# 대우월드마크 용산
대우월드마크 용산(영어: Daewoo Worldmark Yongsan)은 대한민국 서울특별시 용산구 한강로1가에 위치한 주거 단지이다.